# Diidrossiacetone fosfato

Nella glicolisi il diidrossiacetone fosfato è prodotto dall'enzima aldolasi a partire da fruttosio-1,6-bisfosfato

Il diidrossiacetone fosfato (DHAP) è un composto coinvolto in numerosi processi metabolici, tra cui la glicolisi, il ciclo di Calvin nelle piante e la biosintesi dei lipidi in Leishmania mexicana.
Nel ciclo di Calvin, è uno dei prodotti della riduzione dell'1,3-bisfosfoglicerato da parte di NADPH (cioè prima l'1,3-fosfoglicerato viene convertito a gliceraldeide 3-fosfato tramite una deidrogenasi specifica e solo successivamente questo trioso monofosfato viene isomerizzato a diidrossiacetone 3-fosfato). Viene anche utilizzato nella sintesi del fruttosio 1,6-bisfosfato (derivante dalla condensazione aldolica di una molecola di diidrossiacetone con una molecola di gliceraldeide 3-fosfato) e del sedoeptulosio 1,7-bisfosfato (derivante dalla condensazione aldolica di una molecola di diidrossiacetone con una di eritrosio 4-fosfato), entrambi usati per ricostituire il ribulosio 5-fosfato, il carboidrato chiave del ciclo di Calvin.
Il diidrossiacetone fosfato è anche ottenuto dalla deidrogenazione del glicerolo-3-fosfato, la molecola attraverso la quale il glicerolo di origine lipidica (proveniente dai trigliceridi) può entrare nel pathway della glicolisi.